# Colți, Buzău
Colți este satul de reședință al comunei cu același nume din județul Buzău, Muntenia, România.
Accesul se face din DN10 Buzău-Brașov, până în localitatea Pătârlagele, apoi pe DJ Valea Sibiciului-Colți, încă 13 km.

## Exploatarea chihlimbarului
Prima mină de chihlimbar a fost deschisă în zonă în anul 1927 de Dr. Dumitru Grigorescu.
În perioada de înflorire a extragerii chihlimbarului, în Colți au existat opt mine care, însă, au fost închise rând pe rând. Unele dintre ele au fost detonate și astupate iar altele au rămas deschise. Ultima a fost închisă în 1948.
Colți este singura localitate din România unde ambra, rășina fosilizată, se găsește în albiile pâraielor.

## Colecția muzeală Colți
În anul 1973, în sat a fost inaugurată „Colecția muzeală Colți” ca secție a Muzeului Județean Buzău.
Colecția, cunoscută și sub denumirea improprie de Muzeul Chihlimbarului din Colți, singura de acest fel din România, este compusă din roci cu chihlimbar, chihlimbar brut și prelucrat, unelte folosite la extragerea și prelucrarea chihlimbarului, precum și acte referitoare la exploatarea minieră. Cele mai importante piese din colecție sunt unele bucăți de chihlimbar de peste 1,5 kg, precum și un cercel în care se află o furnică.
Mai sunt expuse și o colecție de icoane și o colecție etnografică.

Casa în care este expusă colecția a fost construită în stil popular, între 1973 - 1974 și renovată în 1981 și 1983.